# Klaus Krämer
Klaus Matthias Krämer (ur. 14 stycznia 1964 w Stuttgarcie) – niemiecki biskup rzymskokatolicki, biskup diecezjalny Rottenburga-Stuttgartu od 2024.

## Życiorys
Święcenia kapłańskie otrzymał 19 czerwca 1993 i został inkardynowany do diecezji Rottenburga-Stuttgartu. Pełnił funkcje m.in. sekretarza biskupiego, wikariusza biskupiego, krajowego dyrektora Papieskich Dzieł Misyjnych oraz Papieskiego Dzieła Misyjnego Dzieci, a także kanclerza kurii i delegata administratora diecezji.
2 października 2024 papież Franciszek mianował go biskupem diecezjalnym Rottenburga-Stuttgartu. Sakrę otrzymał 1 grudnia 2024 w katedrze św. Marcina z Tours w Rottenburgu z rąk metropolity fryburskiego, arcybiskupa Stephana Burgera.